# Sela pri Vrčicah
Sela pri Vrčicah je naselje u slovenskoj Općini Semiču. Sela pri Vrčicah se nalazi u pokrajini Dolenjskoj i statističkoj regiji Donjoposavskoj regiji. 

## Stanovništvo
Prema popisu stanovništva iz 2002. godine naselje je imalo 14 stanovnika.